# Rubus ursinus

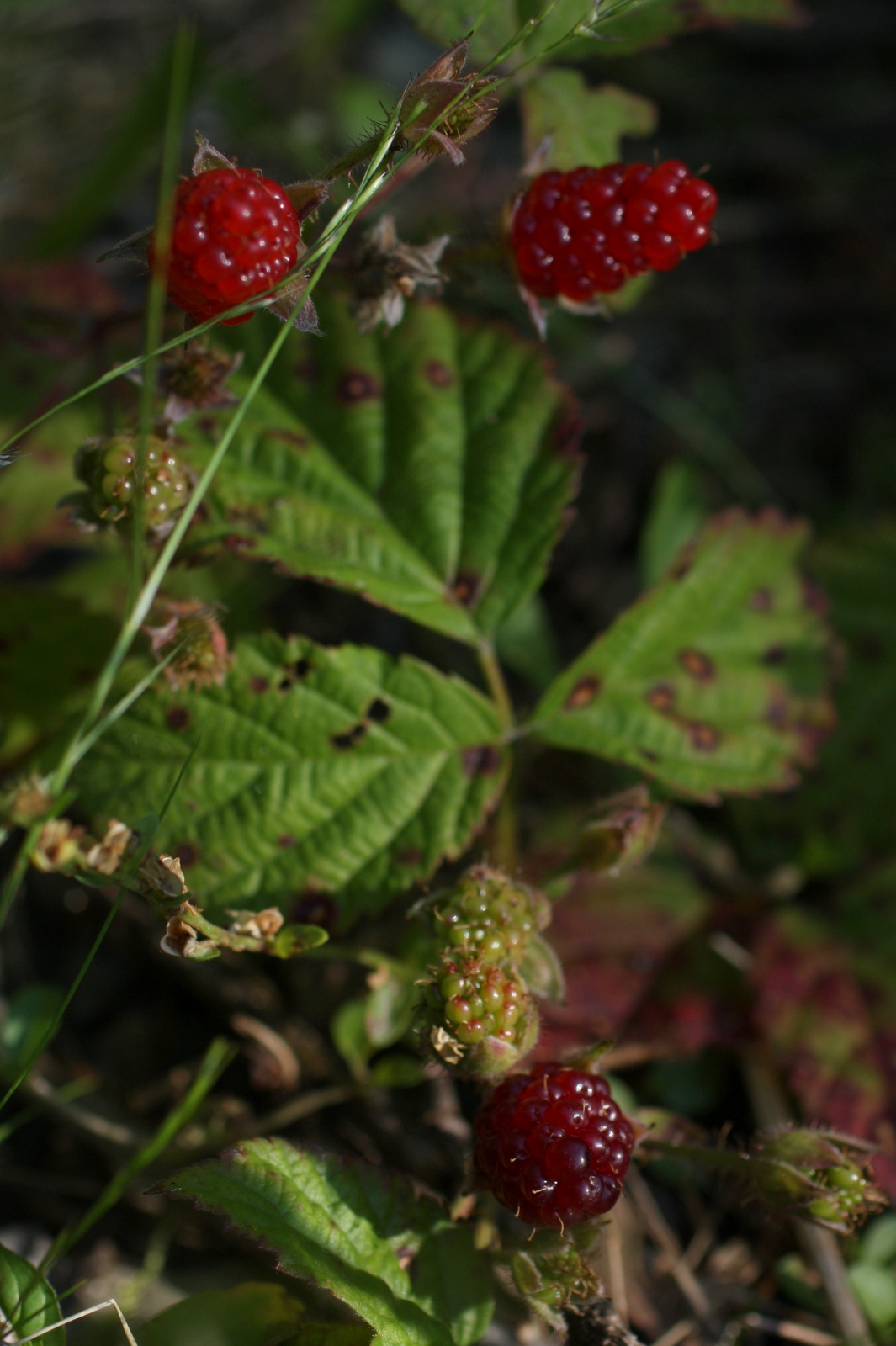
Quả của R. ursinus

Rubus ursinus là một loài thực vật có hoa thuộc chi Mâm xôi, thường được biết đến với các tên gọi như mâm xôi California, mâm xôi Thái Bình Dương, mâm xôi leo. Loài này có nguồn gốc từ miền tây Bắc Mỹ, được tìm thấy ở British Columbia (Canada); California, Idaho, Montana, Oregon và Washington (Hoa Kỳ); Baja California (Mexico).
Cái tên ursinus có nghĩa là "mang, đeo".

## Mô tả
R. ursinus là một cây bụi thấp, bò leo, cao khoảng 3 - 6 mét và lan rộng hơn 1,8 mét. Thân có gai, khá mảnh; thân non có màu xanh lục. Các nhánh cây phủ đầy gai có thể bắt rễ tạo cây mới nếu chúng chạm đất, tương tự với một số thành viên trong chi Mâm xôi, do đó giúp cây lan thành bụi lớn. Lá thường có 3 hoặc 5 thùy, rụng lá vào mùa thu, có răng cưa, dài 3 – 7 cm, mặt dưới của lá có màu xanh nhạt hơn mặt trên và nhiều lông tơ hơn. Hoa trắng phớt hồng, cánh hẹp, mọc thành cụm từ 2 tới 15 bông, có mùi thơm. Hoa của loài này rất đặc biệt, không giống họ hàng của nó trong chi, với mỗi hoa mang một giới tính riêng biệt, cánh hoa đực dài 10 mm, trong khi hoa cái chỉ dài 6 – 8 mm. Quả dài 2,5 cm, ngọt, rất thơm, có màu tía đậm, đỏ sẫm hoặc đen bóng khi chín.

## Sử dụng
R. ursinus là nơi lý tưởng để các loài ong bản địa làm tổ. Quả mọng là nguồn thực phẩm của các loài chim thú, ấu trùng một số loài sâu bướm, kể cả con người. Các tộc người Mỹ bản địa, như Kumeyaay, Maidu, Pomo và Salish, đã sử dụng các bộ phận của R. ursinus để làm thuốc và trà thảo mộc (lá).